# Schloss Salnecke

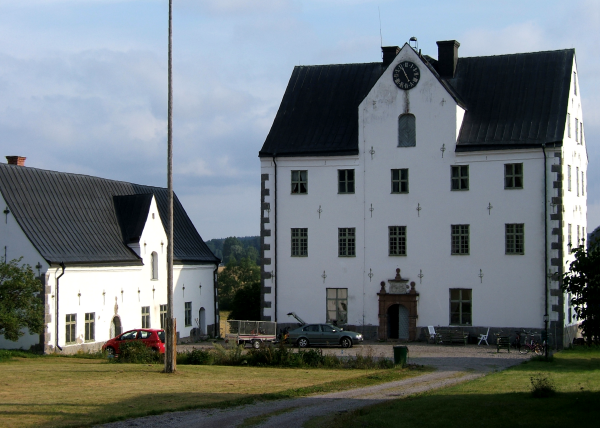
Schloss Salnecke

Schloss Salnecke ist ein Prachtbau und Familienfideikommiss in der schwedischen Gemeinde Enköping in der historischen Provinz Uppland. Es liegt in der Nähe der Ortschaft Örsundsbro nördlich des Flusses Örsundaån.
Das Gebäude mit drei Hauptetagen sowie Kellergeschoss und doppelten Dachgeschoss wurde um 1640 errichtet. Bauherr war der Bergbaumeister Georg Grissbach. Weiterhin gibt es einen aus Ziegelsteinen gebauten Seitenflügel und zwei hölzerne Nebengebäude.
Das zum Schloss gehörende Gut existierte schon seit dem Mittelalter und gehörte da unter anderem dem Großgrundbesitzer Bo Jonsson Grip. 1383 wurde das Gut dem Klarissenkloster in Stockholm geschenkt, das es bis 1460 besaß. Dann kam es an den Erzbischof Jöns Bengtsson Oxenstierna. Nach dem Reichstag von Västerås 1527 wurde Salnecke eingezogen und zum Krongut erklärt. 1626 schenkte König Gustav II. Adolf Salnecke seinem Sekretär und Diplomaten Philipp Sattler. Nach dessen Tod 1641 kam Salnecke in den Besitz Georg Grissbachs. Die Familie des Schlosserbauers war bis zum Verkauf des Gutes um das Jahr 1730 Eigentümer. Käufer war die Grafenfamilie Spens, die es bis 1830 besaß. Danach ging Gut Salnecke in den Besitz der Familie Gyllenadler über, die weiterhin im Schloss wohnt.
Am 9. Oktober 1964 erhielt Schloss Salnecke von der Provinzverwaltung in Uppsala län den Status eines Byggnadsminne.